# Зефіргіллс-Норт (Флорида)
Зефіргіллс-Норт (англ. Zephyrhills North) — переписна місцевість (CDP) в США, в окрузі Паско штату Флорида. Населення — 2663 особи (2020).

## Географія
Зефіргіллс-Норт розташований за координатами 28°15′6″ пн. ш. 82°9′56″ зх. д. / 28.25167° пн. ш. 82.16556° зх. д. (28.251666, -82.165444).  За даними Бюро перепису населення США в 2010 році переписна місцевість мала площу 2,77 км², уся площа — суходіл.

## Демографія
Згідно з переписом 2010 року, у переписній місцевості мешкало 2600 осіб у 1346 домогосподарствах у складі 770 родин. Густота населення становила 938 осіб/км².  Було 1889 помешкань (681/км²).
Расовий склад населення:
| - 94,0 % — білих - 1,3 % — азіатів - 1,2 % — чорних або афроамериканців - 0,3 % — корінних американців - 1,9 % — осіб інших рас |

До двох чи більше рас належало 1,3 %. Частка іспаномовних становила 5,6 % від усіх жителів.
За віковим діапазоном населення розподілялося таким чином: 11,1 % — особи молодші 18 років, 41,5 % — особи у віці 18—64 років, 47,4 % — особи у віці 65 років та старші. Медіана віку мешканця становила 63,6 року. На 100 осіб жіночої статі у переписній місцевості припадало 87,1 чоловіків;  на 100 жінок у віці від 18 років та старших — 84,8 чоловіків також старших 18 років.
Середній дохід на одне домашнє господарство  становив 36 884 долари США (медіана — 29 726), а середній дохід на одну сім'ю — 48 178 доларів (медіана — 34 288). Медіана доходів становила 38 690 доларів для чоловіків та 38 462 долари для жінок. За межею бідності перебувало 11,0 % осіб, у тому числі 32,9 % дітей у віці до 18 років та 6,0 % осіб у віці 65 років та старших.
Цивільне працевлаштоване населення становило 743 особи. Основні галузі зайнятості: роздрібна торгівля — 39,2 %, оптова торгівля — 10,9 %, публічна адміністрація — 7,3 %, будівництво — 7,0 %.